# سیدی هجرس
سیدی هجرس (به عربی: سیدی هجرس) یک شهرداری در الجزایر است که در استان مسیله واقع شده‌است. سیدی هجرس ۶٬۷۷۴ نفر جمعیت دارد.